# Buckeye Foundry Company
Buckeye Foundry Company war ein US-amerikanischer Hersteller von Kraftfahrzeugen.

## Unternehmensgeschichte
Das Unternehmen hatte den Sitz in Rockdale in Illinois. 1907 wurde die Produktion von Automobilen angekündigt. Geplant waren vier Fahrzeuge pro Tag. The Horseless Age berichtete am 26. Juni 1907 darüber. Die Produktion wurde laut einer Quelle auch durchgeführt. Der Markenname lautete Utilis.  Im gleichen Jahr endete die Produktion.

## Fahrzeuge
Die Fahrzeuge hatten einen Ottomotor. Er leistete 12 PS. Genannt werden Personenkraftwagen mit der Karosserieform Runabout sowie Lieferwagen.